# Cynometra ulugurensis
Cynometra ulugurensis är en ärtväxtart som beskrevs av Hermann August Theodor Harms. Cynometra ulugurensis ingår i släktet Cynometra, och familjen ärtväxter. IUCN kategoriserar arten globalt som starkt hotad. Inga underarter finns listade i Catalogue of Life.